# Bois Blancs (metrostation)
Het metrostation Bois Blancs is een station van metrolijn 2 van de metro van Rijsel, gelegen in de stad Rijsel.

De naam van dit station komt van de gelijknamig wijk waarin het ligt. Dit metrostation heette in eerste instantie "Petite Chapelle", echter werd in 1994 de naam veranderd in het huidige "Bois Blancs". In de omgeving van dit metrostation is onder andere het Olympisch zwembad Marx Dormoy te vinden.